# Ellen De Meyere
Ellen De Meyere (10 december 1978) is een Belgische voormalige atlete, die gespecialiseerd was in de sprint. Zij nam eenmaal deel aan de Europese indoorkampioenschappen en veroverde één Belgische titel.

## Biografie
De Meyere nam in 1997 zowel op de 100 m als op de 200 m deel aan de Europese kampioenschappen U20 in Ljubljana. Ze werd telkens uitgeschakeld in de reeksen. In 1998 werd ze voor het eerst Belgisch indoorkampioene op de 200 m. Ze evenaarde op de afstand met een tijd van 23,86 s ook het Belgische record van Kathleen Van Hove. Ze was met die prestatie ook geplaatst voor de Europese indoorkampioenschappen in Valencia. Ze geraakte niet voorbij de reeksen.
Een blessure aan de achillespees hield De Meyere geruime tijd buiten strijd.
De Meyere was aangesloten bij Halestra.

## Belgische kampioenschappen
Indoor
| Onderdeel | Jaar |
| --------- | ---- |
| 200 m     | 1998 |

## Persoonlijke records
Outdoor
| Onderdeel | Prestatie | Wind     | Datum        | Plaats    |
| --------- | --------- | -------- | ------------ | --------- |
| 200 m     | 23,78 s   | +0,4 m/s | 25 juli 1997 | Ljubljana |

Indoor
| Onderdeel | Prestatie       | Datum           | Plaats |
| --------- | --------------- | --------------- | ------ |
| 200 m     | 23,86 s (ex-NR) | 8 februari 1998 | Gent   |

## Palmares

### 100 m
- 1997: 5e in reeks EK U20 in Ljubljana – 12,13 s

### 200 m
- 1995:  BK indoor AC – 25,24 s
- 1995: 5e EJOF  in Bath – 25,29 s
- 1996:  BK indoor AC – 24,40 s
- 1997:  BK indoor AC – 24,39 s
- 1997:  BK AC – 24,16 s
- 1997: 5e in reeks EK U20 in Ljubljana – 24,78 s
- 1998:  BK indoor AC – 24,09 s
- 1997: 5e in reeks EK indoor in Valencia – 24,33 s
- 1998:  BK AC – 24,04 s

### 4 x 100 m
- 1995: DNF fin. EJOF  in Bath